# مارگیت نادی-شاندور
مارگیت نادی-شاندور (مجاری: Nagy-Sándor Margit; ۲۹ مهٔ ۱۹۲۱ – ۱۵ ژانویهٔ ۲۰۰۱) ژیمناست هنری اهل مجارستان بود.